# 中國育兒網絡
中國育兒網絡控股有限公司，簡稱中國育兒網絡控股，以及中國育兒網絡（英語：China Parenting Network Holdings Limited，港交所：1736），在2005年4月初，由2位非執行董事李娟（主席）和配偶吳海明，於江蘇南京市（總部）成立「南京芯創微機電技術有限公司」。
到了2005年11月，經汉博教育培训中心、东南大学学习科学研究中心（教育部重点实验室）、南京师范大学及南京儿童医院的专家共同策划育儿网的主体架构及远景计划，「育兒網」（www.ci123.com）成功測試上線，2006年2月，該網站正式上線。
該公司主要經營於中國內地為母婴提供營銷及推廣服務、社区与服务、电子商务、智能硬件、互動網上社區、定期社交活動等，首席執行官為程力。
該股份在2015年7月8月於港交所創業板上市，當時代碼為8361.HK。配售價為1.39港元，配售股份數目為2.5億股，當中2億股為新股，而集資額為2.932億港元。而在首天上市，受股災影響，該股份收盤報1.18港元，較配售價降量為0.21港元（跌幅15%），以2000股計算，不包括手續費，帳面損失420港元。於2016年1月,該公司市值大約為20億港元。
2018年10月8日由創業板轉往主板上市。

## 外部連結
- CI123.com（页面存档备份，存于）